# Bahía de Jeffreys
Jeffreys Bay (también conocida como J-Bay) (en afrikáans: Jeffreysbaai) es una localidad perteneciente a la provincia Oriental del Cabo, Sudáfrica y, a su vez, una bahía que recibe el mismo nombre situada entre las de Garden Route y la de Sunshine Coast.

## Demografía
Según datos del censo del año 2011, los principales grupos étnicos fueron blanco con 38.9%, negro 37.47% y mestizos 22.6%. El idioma más hablado de la localidad es el afrikáans con un 54.4%.

## Características
En la bahía se mezclan las corrientes cálidas procedentes del océano Índico con las del Atlántico, creando unas condiciones marítimas muy peculiares.
J-Bay está formada por varias rompientes: supertubes, tubes, point, albatross, boneyards, magnatubes, kitchen window y main beach. De todos ellas, supertubes es la principal y más importante. De hecho, en supertubes se celebra una de las pruebas correspondientes al ASP World Tour, siendo una de las olas de derechas más importantes del mundo para los surfistas.

## Surf en J-Bay
El surf es uno de los atractivos más importantes para Jeffreys Bay, ya que se celebra el Billabong Pro South Africa.
Jeffreys Bay no fue surfeada hasta 1964 por unos surfistas locales. El lugar lleva albergando citas del surf profesional desde 1981, siendo una de las pruebas más antiguas del circuito surfista. El australiano Terry Fitzgerald fue uno de los dominadores de Jeffreys durante los años 70 junto al ídolo local Shaun Tomson, precisamente el primer campeón de la prueba de Jeffreys en el ASP World Tour de 1981.
J-Bay también fue testigo del nacimiento deportivo del australiano Mark Occhilupo, que ganó la prueba en 1984 cuando contaba con sólo 18 años. La edición de 2006 también es de grato recuerdo para la afición local, ya que Kelly Slater arrebató en el último segundo el campeonato del mundo de surf a Andy Irons, logrando así Slater su 7º título.
En Jeffreys Bay se grabó la película de surf Endless Summer y cuenta con un prestigioso Surf Camp, con escuela de surf incluida ideal para turistas y surfistas.